# 烏金血劍 (電視劇)
《烏金血劍》（英語：The Hunter's Prey）是香港電視廣播有限公司根據黃易所著的小說《烏金血劍》改編而拍攝製作的古裝武俠劇集，全劇共20集，監製劉家豪，此劇為第一部由無綫電視改編自黃易小說而拍攝製作的劇集及23週年台慶劇。
此劇分別於1993年1月及1999年3月20日至4月12日在翡翠台重播。

## 故事大纲
风亦飞（刘锡明飾）出生于村内一猎户家庭，父亲上山捕豹失踪，兄风亦乐（罗嘉良飾）因目睹惨变而刺激至双目失明。从此亦飞与母、兄、姊风玉莲（王敏明飾）相依为命，采药为生。亦飞在村中更结识了一班退隐高人，学得一身武艺。一次，亦飞代母出城交药，遇上财主之女唐剑儿（周慧敏飾），二人由误会斗气而变成情侣。此外，亦乐亦一直暗恋邻家少女慕青思（关秀媚飾），但好事多磨，青思的美貌又惹来小王子朱君宇（张兆辉飾）的追求。君宇与父朱胜北（王偉飾）野心密谋作反，贩运私盐，及后得悉村中藏有乌金，乃千方百计赶走村民。此时朝廷亦在意勝北之举动，派密探田仲谋（吳剛飾）出查，仲謀在亦飞相助之下，终获勝北造反之书函；勝北为阻止朝廷取得謀反證據，竟派情妇祝梦（林颖娴飾）假意亲近亦飞，到底亦飞能否揭破勝北之阴谋，乌金最后又鹿死谁手......

## 演員表
- 劉錫明 飾 風亦飛
- 王敏明 飾 風玉蓮
- 羅嘉良 飾 風亦樂
- 張兆輝 飾 朱君宇
- 周慧敏 飾 唐劍兒
- 劉家輝 飾 宋別離
- 王　偉 飾 朱勝北
- 吳剛 飾 田仲謀
- 方　傑 飾 王總管
- 羅國維 飾 唐登榮
- 劉桂芳 飾 唐二娘
- 關　菁 飾 嚴主管
- 林家棟 飾 手　下
- 彭峻輝 飾 手　下
- 杜兆津 飾 程　貴
- 溫雙燕 飾 程大嬸/貴　媽
- 莫燕嫦 飾 程　珠
- 白　茵 飾 風大娘
- 朱鐵和 飾 鐵　隱
- 羅樂林 飾 宗　單
- 陳中堅 飾 掌　柜/藥店老板
- 黃一山 飾 伙　記
- 蔡國慶 飾 蕭長醉
- 劉　江 飾 慕　農
- 關秀媚 飾 慕青思
- 艾　威 飾 雷霆鈞
- 蘇漢生 飾 戴　虎
- 李煌生 飾 雷手下/捕快甲
- 張百賢 飾 雷手下
- 周俊業 飾 唐進寶
- 羅雪玲 飾 丁大妹
- 黃劍菁 飾 丁二妹
- 何昭傑 飾 宇手下
- 許實賢 飾 宇手下
- 孫季卿 飾 老
- 單劍圖 飾 阿　海
- 黃成想 飾 馬二叔
- 黃一飛 飾 丁大叔
- 楓 飾 丁大嬸
- 梁狄輝 飾 大　牛
- 李顯明 飾 二　牛
- 招偉華 飾 三　牛
- 俞　明 飾 老爺爺
- 馮瑞珍 飾 秀　姨
- 黎秀英 飾 三　嬸
- 區　嶽 飾 祥　叔
- 凌禮文 飾 泉　叔
- 郭卓樺 飾 阿　球
- 孫海飈 飾 阿　健
- 韓　俊 飾 鄭宗和
- 鄭家生 飾 楊　武
- 徐忠信 飾 歐陽逆天
- 黃一山 飾 伙記仔
- 陳勉良 飾 唐家總管
- 凌　漢 飾 唐家家丁
- 江　寧 飾 彭知縣
- 林穎嫺 飾 祝　夢
- 李健強 飾 衛　士
- 戴少民 飾 衛　士
- 譚兆明 飾 村　民
- 李衛民 飾 村　民
- 蔡欣樺 飾 村　民
- 香城雪子 飾 村　民
- 鄭繼宗 飾 村　民
- 曹　濟 飾 順　叔
- 甄志強 飾 大師兄
- 馬健聰 飾 單徒乙
- 黃健鋒 飾 單徒丙
- 李海生 飾 師　父
- 陳家霖 飾 單少年
- 陳國邦 飾 鐵少年
- 呂劍光 飾 大　夫

## 轶事
在1990年，劉錫明拍攝電視劇《烏金血劍》時與女主角周慧敏合作，期間於車淑梅主持的電台節目中被問及欣賞藝人的時候提到欣賞對方，引起其地下情男朋友倪震不滿，自此遭他惡意在其主理的《Yes!》雜誌內不停大肆抨擊，以及被蔑稱為「毒瘤明」，縱使1991 - 1994年四年來歌視有所發展，劉錫明在香港的演藝之路也同時遭受多次打击；遂於1994年轉向台灣發展。而倪震單方面對劉錫明的仇怨與傷害影響了19年，直至2009年周慧敏與倪震結婚，倪震公開向劉錫明道歉時才結束。當年羅嘉良未有奠定小生地位(關秀媚、周慧敏、劉錫明是影視紅星)。
- 往後羅嘉良、周慧敏僅有(中神通王重陽前段周慧敏/後段羅嘉良)1994在台視龍兄虎弟擔任來賓及江蘇衛視2017春晚在不同時間出場，(前段古巨基、周慧敏金童玉女/四大男神羅嘉良、馬德鐘、黃日華、苗僑偉後段)取自古巨基Facebook（27/01/2017）。

## 曾得過的獎項
壹電視大獎1990 
- 十大電視節目第七位

1. ↑  重看陳年《YES!》 毒瘤成笑談  劉錫明驚爆　周慧敏深夜道歉 （页面存档备份，存于），香港蘋果日報，2008年12月24日